# Ned Vizzini
Edison Price "Ned" Vizzini (4 de abril de 1981 - 19 de diciembre de 2013) fue un escritor estadounidense. Fue el autor de cuatro libros para jóvenes adultos, incluyendo It's Kind of a Funny Story, que NPR listó en el # 56 de las "100 mejores Novelas para adolescentes de la historia" de todos los tiempos y que es la base de la película homónima. También escribió Be More Chill, novela que inspiraría un musical homónimo estrenado en 2015.

## Primeros años
Vizzini creció principalmente en el vecindario Park Slope de Brooklyn en la ciudad de Nueva York. Asistió a la Stuyvesant High School en Manhattan y se graduó en 1999. Se dice que los personajes y las situaciones de Vizzini se basan en el tiempo que pasó en Stuyvesant.

## Muerte
Vizzini que a menudo hablaba y escribía sobre su lucha contra la depresión clínica grave, murió el 19 de diciembre de 2013, en Brooklyn, Nueva York al suicidarse saltando desde la azotea del edificio de apartamentos donde residían sus padres, a la edad de 32 años. Él mismo había comentado que llevaba tiempo luchando con una depresión. Le sobreviven su esposa, Sabra Embury, y su hijo.